# Moreland Nunatak
Moreland Nunatak är en nunatak i Antarktis. Den ligger i Västantarktis. Chile gör anspråk på området. Toppen på Moreland Nunatak är 1 555 meter över havet.
Terrängen runt Moreland Nunatak är lite kuperad, och sluttar brant österut. Trakten är obefolkad. Det finns inga samhällen i närheten.